# Lirio (color)

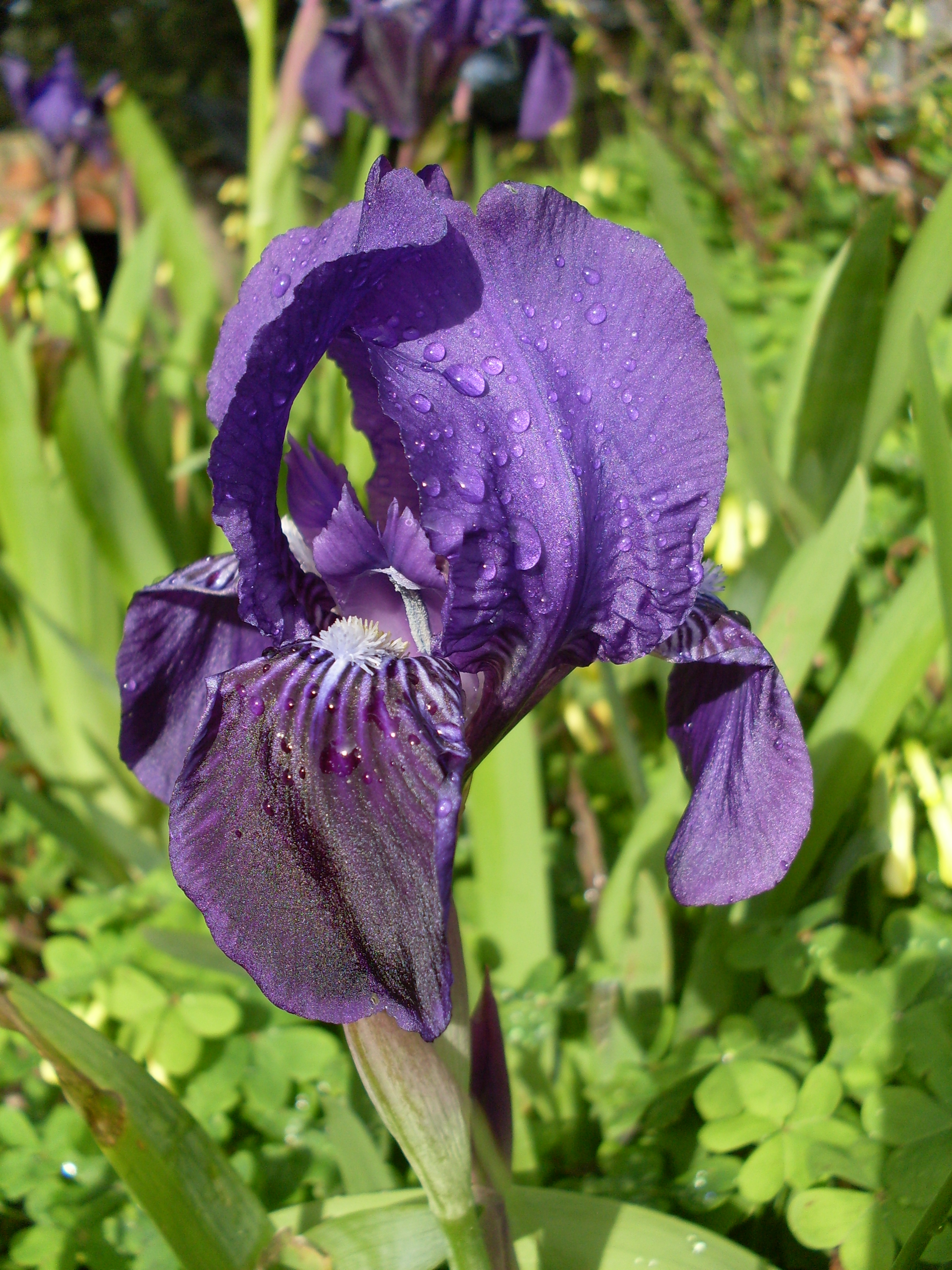
Floración de Iris germanica

Lirio, morado lirio o iris es un color púrpura azulado, semioscuro y de saturación moderada, que corresponde específicamente a la coloración que predomina en los pétalos exteriores de la planta también llamada lirio (Iris germanica).
Lirio es también un género cromatológico que incluye al color homónimo y al «amarillo lirio». El color iris puede considerarse sinónimo por su relación con la flor iris y por su uso que proviene del inglés (es un anglicismo).